# Мумба, Неверс
Неверс Мумба (англ. Nevers Mumba; род. 18 мая 1960, Serenje District, Центральная провинция) — замбийский государственный и политический деятель. В настоящее время является лидером Движения за многопартийную демократию. С 2003 по 2004 год являлся вице-президентом Замбии при президентстве Леви Мванавасе.

## Биография
Вырос в семье религиозных родителей в Чинсали, имел 11 братьев и сестер. Его отец Сандей Мумба был учителем и пастором Объединённой церкви Замбии. Получил начальное образование в школе Чинсали. Имел очень хорошие оценки на экзамене в 7-м классе, был выбран для поступления в одну из двух лучших школ страны, Техническую среднюю школу Хилкреста. Находясь там, присоединился к Объединённому кадетскому отряду Замбии и дослужился до звания провинциального коменданта Южной провинции. Затем вступил в Национальную службу Замбии для прохождения годичного обучения. Рассчитывал стать полноправным военным, но передумал, и стал работать на руднике в провинции Коппербелт.
В 1979 году присоединился к пятидесятническому движению и церкви Маранафан, где стал старейшиной под руководством епископа Скай Банды. В 1980 году основал Библейскую церковь Победы. В 1997 году основал Национальную христианскую коалицию, являющуюся политическим движением. В 1998 году зарегистрировал коалицию как политическую партию, которая участвовала во всеобщих выборах в Замбии в 2001 году, на которых Неверс Мумба занял 5-е место из более чем 11 кандидатов. С 2009 по 2011 год являлся Верховным комиссаром Замбии в Канаде. 25 мая 2012 года был избран председателем политической партии Движение за многопартийную демократию, которая находилась в оппозиции после поражения на выборах 2011 года. На внутрипартийных выборах одержал победу над Феликсом Мутати.